# نوفوبولوتسك
نوفوبولوتسك(بالبيلاروسية: Наваполацк) هي مدينة في فيتسبك أوبلاست في بيلاروسيا.يبلغ عدد سكانها حوالي 98200 نسمة.

علم نوفوبولوتسك

## توأمة
لنوفوبولوتسك اتفاقيات توأمة مع كل من:
- بوتسك
- غدانسك (2009 - )
- إيليكتروستال (18 يونيو 2011 - )
- لودزا (15 أكتوبر 2011 - )
- بلدية لودزا (15 أكتوبر 2011 - )

## أعلام
- ديميتري كوروبوف
- فاديم ديفياتوفسكي
- رومان فولكوف